# World Grand Prix 2007
Il World Grand Prix 2007 si è svolto dal 3 al 26 agosto 1994. Dopo la fase a gironi che si è giocata dal 3 al 19 agosto, la fase finale, a cui si sono qualificate le prime cinque squadre nazionali classificate nella fase a gironi, più la Cina, paese ospitante, si è svolta dal 22 al 26 agosto nel Beilun Gymnasium a Ningbo, in Cina. La vittoria finale è andata per la prima volta ai Paesi Bassi.

## Squadre partecipanti

### Asia
- Cina
- Giappone
- Kazakistan
- Taipei cinese

### Europa
- Italia
- Paesi Bassi
- Polonia
- Russia

### America
- Brasile
- Cuba
- Rep. Dominicana
- Stati Uniti

## Fase a gironi

### Primo week-end
| Gruppo A                                             | Gruppo B                                              | Gruppo C                                      |
| ---------------------------------------------------- | ----------------------------------------------------- | --------------------------------------------- |
| Sede: Tokyo Cuba Giappone Kazakistan Rep. Dominicana | Sede: Verona Brasile Italia Paesi Bassi Taipei cinese | Sede: Rzeszów Cina Polonia Russia Stati Uniti |

### Secondo week-end
| Gruppo D                                               | Gruppo E                                            | Gruppo F                                            |
| ------------------------------------------------------ | --------------------------------------------------- | --------------------------------------------------- |
| Sede: Tokyo Brasile Giappone Paesi Bassi Taipei cinese | Sede: Chabarovsk Cuba Kazakistan Russia Stati Uniti | Sede: Hong Kong Cina Italia Polonia Rep. Dominicana |

### Terzo week-end
| Gruppo G                                       | Gruppo H                                                  | Gruppo I                                      |
| ---------------------------------------------- | --------------------------------------------------------- | --------------------------------------------- |
| Sede: Osaka Giappone Kazakistan Polonia Russia | Sede: Taipei Brasile Italia Rep. Dominicana Taipei cinese | Sede: Macao Cina Cuba Paesi Bassi Stati Uniti |

## Fase finale

### Girone unico

#### Risultati
Ningbo - Ningbo Beilun Gymnasium

## Podio

### Campione
Formazione: 1 Kim Staelens, 3 Francien Huurman, 4 Chaïne Staelens, 6 Mirjam Orsel, 8 Alice Blom, 9 Floortje Meijners, 10 Janneke van Tienen, 11 Caroline Wensink, 12 Manon Flier, 14 Riette Fledderus, 15 Ingrid Visser, 16 Debby Stam, CT: Avital Selinger

### Secondo posto
Formazione: 2 Han Xu, 3 Yang Hao, 4 Liu Yanan, 5 Wei Qiuyue, 6 Xu Yunli, 7 Zhou Suhong, 8 Xue Ming, 9 Zhang Yuehong, 10 Sun Xiaoqing, 11 Li Juan, 15 Zhang Xian, 17 Ma Yunwen, CT: Chen Zhonghe

### Terzo posto
Formazione: 2 Valentina Arrighetti, 3 Paola Croce, 4 Sandra Vitez, 6 Valentina Fiorin, 7 Martina Guiggi, 8 Jenny Barazza, 9 Manuela Secolo, 10 Stefania Dall'Igna, 11 Serena Ortolani, 12 Taismary Agüero, 14 Eleonora Lo Bianco, 16 Federica Stufi, CT: Massimo Barbolini

## Classifica finale
| Classifica | Squadre         |
| ---------- | --------------- |
|            | Paesi Bassi     |
|            | Cina            |
|            | Italia          |
| 4          | Russia          |
| 5          | Brasile         |
| 6          | Polonia         |
| 7          | Cuba            |
| 8          | Stati Uniti     |
| 9          | Giappone        |
| 10         | Kazakistan      |
| 11         | Rep. Dominicana |
| 12         | Taipei cinese   |